# Tectaria everettii
Tectaria everettii là một loài thực vật có mạch trong họ Dryopteridaceae. Loài này được (Baker) Copel. miêu tả khoa học đầu tiên năm 1934.